# Spartaeus uplandicus
Spartaeus uplandicus är en spindelart som beskrevs av Barrion, Litsinger 1995. Spartaeus uplandicus ingår i släktet Spartaeus och familjen hoppspindlar. Inga underarter finns listade i Catalogue of Life.